# Serendipity (canção de BTS)
"Serendipity" é uma canção do grupo masculino sul-coreano BTS, cantada como um solo pelo membro Jimin. Foi lançado digitalmente como uma música de introdução ao EP Love Yourself: Her, em 8 de setembro de 2017, com a música completa sendo lançada em 24 de agosto de 2018 no álbum Love Yourself: Answer. Foi escrita por "hitman" bang, Ashton Foster, Ray Michael Djan Jr., RM, e Slow Rabbit, que também foi creditado como o produtor.

## Preparações e lançamento
Segundo o escritor Ray Michael Djan Jr., "Serendipity" começou como um parágrafo profundo e significativo. Os produtores se concentraram em fazer uma melodia forte para a música, já que normalmente as letras mudam de inglês para o coreano.
Quando o trailer foi lançado, tanto "Jimin" como "Serendipity" ficaram nas tendências mundiais em redes sociais. Em uma transmissão no V Live o membro RM revelou que o objetivo de Jimin com a música era "empurrar a si mesmo como vocalista", ao qual ele foi pedir conselhos ao RM. RM também mostrou um trecho de sua versão da música. Quando o videoclipe foi lançado, acumulou mais de sete milhões de visualizações e um milhão de curtidas em vinte e quatro horas.

## Promoções
O videoclipe foi lançado como um teaser para o EP "Love Yourself: Her". A música foi apresentada no 2018 KBS Song Festival em dezembro de 2018.

## MV
O videoclipe foi dirigido por Choi Yongseok e Lee Wonju da Lumpens com a coreografia da música criada por Brian Puspos, que já trabalhou com eles antes em coreografias anteriores, como "Butterfly". Outro pessoal-chave na equipe foram Nam Hyunwoo da GDW, que era o diretor de fotografia, Shin Seunghoon, que era o supervisor, Park Jinsil da MU:E que serviu como diretor de arte, e Seo Seungeok que lidou com os efeitos especiais.

## Composição
Musicalmente, a música tem sido descrita como sensual e suave, com toques delicados de R&B colocados eletronicamente na música. O gênero foi chamado de R&B alternativo pela Billboard, com a versão de introdução tendo 2:20 e a versão completa sendo 4:36. Está na tonalidade de A♭ major e tem oitenta e sete batidas por minuto. Com letras de gênero neutro, falando sobre seguir seus sonhos, amor, identidade e propósito.

## Recepção
"Serendipity" recebeu aclamação da crítica, com a IZM afirmando que "Serendipity" tem uma qualidade onírica, desvendando a alegria, a convicção e a curiosidade do amor. Chester Chin da star2 afirmou que a música era uma "balada suave e sensual [e tinha] uma exibição requintada da maturidade do grupo". A versão de introdução da música vendeu 114.128 cópias digitais na Coreia do Sul, com a versão completa chegando em 29º lugar de vendas digitais nos Estados Unidos e vendendo mais de 10.000 cópias. No Canadá, a versão completa foi a trigésima nona música mais vendida no lançamento e foi o oitavo mais vendido mundialmente.

## Créditos
Os créditos da música são adaptados das notas do álbum Love Yourself: Answer.
- Slow Rabbit - Produtor, Teclado, Sintetizador, Arranjo Vocal, Engenheiro de Gravação @ Carrot Express
- Ray Michael Djan Jr - Produtor
- Ashton Foster- Produtor
- RM - Produtor
- "Hitman" Bang - Produtor
- Pdogg - Programação Adicional
- JUNE - Refrão
- ADORA - Refrão, Engenheira de Gravação @ Adorable Trap
- Kim Seunghyeon - Guitarra
- Jeong Wooyeong - Engenheiro de Gravação @ Big Hit Studio
- Yang Ga - Engenheiro de Mixagem @ Big Hit Studio

## Paradas musicais
| Parada (2017)                      | Posição |
| ---------------------------------- | ------- |
| New Zealand Heatseaker (RMNZ)      | 8       |
| Coreia do Sul (Gaon)               | 18      |
| Coreia do Sul (K-pop Hot 100)      | 7       |
| US World Digital Songs (Billboard) | 2       |

| Parada (2018)                      | Posição |
| ---------------------------------- | ------- |
| French Downloaded Singles (SNEP)   | 93      |
| Hungria (Single Top 40)            | 19      |
| Coreia do Sul (Gaon)               | 77      |
| Coreia do Sul (Kpop Hot 100)       | 9       |
| Escócia (Scottish Singles Chart)   | 78      |
| UK Downloaded Singles (OCC)        | 64      |
| US World Digital Songs (Billboard) | 8       |

## Histórico de lançamento
| Versão          | País   | Data                   | Formato                    | Gravadora      |
| --------------- | ------ | ---------------------- | -------------------------- | -------------- |
| Versão Intro    | Vários | 18 de setembro de 2017 | Download digital Streaming | Big Hit [ 30 ] |
| Versão completa | Vários | 24 de agosto de 2018   | Download digital Streaming | Big Hit [ 30 ] |